# Лардуэт, Хосе
Хосе́ А́нхель Лардуэт Го́мес (исп. José Ángel Larduet Gómez; род. 23 февраля 1990, Сантьяго-де-Куба, Куба) — кубинский боксёр-профессионал, выступающий в первой тяжёлой, и в тяжёлой весовых категориях. Участник Олимпийских игр (2012), бронзовый призёр чемпионата мира (2009), победитель Панамериканского чемпионата (2017), чемпион Игр Центральной Америки и Карибского бассейна (2018), чемпион молодёжного чемпионата мира (2008) в любителях. Среди профессионалов бывший чемпион по версии WBC International Silver (2022—2023), и чемпион Латинской Америки по версии WBC Latino (2021—2022) в тяжёлом весе.
Лучшая позиция по рейтингу BoxRec — 29-я (май 2024) и является 3-м (после Фрэнка Санчеса Форе и Ленье Перо) среди кубинских боксёров тяжёлой весовой категории, — входя в ТОП-60 лучших тяжеловесов всего мира.

## Любительская карьера

### 2008—2011 годы
В ноябре 2008 года стал чемпионом мира среди молодёжи (17—18 лет) в Гвадалахаре (Мексика), в весе до 81 кг, где он в полуфинале победил итальянца Джанлука Росчильоне, а затем в финале досрочно победил россиянина Мартена Магомедова.
В сентябре 2009 года стал бронзовым призёром на чемпионате мира в Милане (Италия), в весовой категории до 81 кг, где он в полуфинале по очкам (6:10) проиграл опытному россиянину Артуру Бетербиеву, — который в итоге стал чемпионом мира 2009 года.
В октябре 2011 года участвовал на чемпионате мира в Баку (Азербайджан), где он в 1/16 финала досрочно в 3-м раунде победил опытного ирландца Кеннета Игана, в 1/8 финала победил хорвата Степана Вугделия, но в четвертьфинале, — в очень конкурентном бою по очкам (20:24) проиграл опытному азербайджанцу Теймуру Мамедову, — который в итоге стал серебряным призёром чемпионата мира 2011 года.

### Олимпийские игры 2012 года
По итоговым результатам чемпионата мира 2011 года прошёл квалификацию на Олимпийские игры 2012 года.
И в августе 2012 года Лардуэт защищал честь страны на Олимпийских играх в Лондоне (Великобритания) выступая в тяжёлой весовой категории (до 91 кг), но занял только 5-е место, в четвертьфинале соревнований проиграв в конкурентном бою по очкам (10-12) знаменитому итальянскому боксёру Клементе Руссо, — который в итоге завоевал серебро Олимпиады 2012 года.

### 2017—2018 годы
В июне 2017 года в городе Тегусигальпа (Гондурас) стал чемпионом на континентальном Панамериканском чемпионате по боксу, в весе свыше 91 кг, где он в полуфинале по очкам (5:0) победил перспективного американского боксёра Нкоси Соломона, а затем в финале по очкам (5:0) победил опытного колумбийца Кристиана Сальседо.
В июне 2018 года стал серебряным призёром престижного международного турнира по боксу Chemistry Cup проходящем в немецком Галле, где он в финале по очкам проиграл опытному американцу Ричарду Торресу.
В августе 2018 года стал чемпионом Игр Центральной Америки и Карибского бассейна в Барранкилье (Колумбия), в весе свыше 91 кг, где он в полуфинале по очкам (3:2) победил опытного боксёра из Тринидада и Тобаго Найджела Пола, а затем в финале досрочно победил опытного мексиканца Германа Эредиа.

## Профессиональная карьера
В начале сентября покинул расположение национальной сборной своей страны, которая в Германии проходила подготовку к предстоящему чемпионату мира 2019 года среди любителей, и скрылся в неизвестном направлении. И 7 сентября 2019 года в Гамбурге (Германия) дебютировал в профессионалах победив единогласным решением судей (счёт судей: 40-36 — трижды) опытного украинца Игоря Пилипенко (5-44-2).
19 февраля 2022 года в Гамбурге досрочно путём отказа соперника от продолжения боя после 7-го раунда победил небитого серба Душана Велетича (5-0-1), и завоевал вакантный титул чемпиона по версии WBC International Silver в тяжёлом весе.
4 февраля 2023 года в Людвигсхафен-ам-Райне (Германия), единогласным решением судей (счёт: 80-73 — трижды) победил опытного украинца Константина Довбыщенко (9-11-1, 6 KO).
3 июня 2023 года в Гамбурге (Германия), досрочно техническим нокаутом в 1-м же раунде победил опытного немецкого боксёра Али Кийдина (16-2, 15 KO).
28 января 2024 года в Кёльне (Германия) в вечере бокса Ахмеда Онера и промоутерской компании Universum Box Promotion победил нокаутом 46-летнего венесуэльского джорнимена Йонни Молину (13-7-1, 8 КО). С первых секунд первого раунда кубинец навязал возрастному сопернику нужный для себя темп. Во-втором раунде бой и вовсе начал быть односторонним. Решив что достаточно напропускал Молина не вышел на третий раунд. Победа Лардуэта RTD 2.
11 мая 2024 года в Кёльне нокаутировал в 4-м раунде возрастного венесуэльского джорнимена Луиса Хосе Марина (15-7, 10 КО).
12 декабря 2024 года в Гамбурге (Германия) неожиданно проиграл по очкам: 96-94, 97-93 дважды украинскому тяжеловесу Богдану Миронецу (10-1, 5 КО).
7 июня 2025 года в Гамбурге в восстановительном поединке нокатировал в первом раунде 21-летнего голландца Бриана Зварта (6-1). Кубинец сразу занял центр ринга, а Зварт откровенно побаивался соперника двигаясь спиной у канатов. Первым же ударом в углу Лардует отправляет Бриана в нокаут ударом по печени.

## Статистика профессиональных боёв
В таблице перечислены результаты всех поединков боксёров.
В каждой строке указан результат поединка. Дополнительно номер поединка обозначен цветом, который обозначает итог поединка. Расшифровка обозначений и цветов представлена в нижеследующей таблице.
| Пример | Расшифровка                     |
| ------ | ------------------------------- |
|        | Победа                          |
|        | Ничья                           |
|        | Поражение                       |
|        | Планируемый поединок            |
|        | Поединок признан несостоявшимся |
| КО     | Нокаут                          |
| ТКО    | Технический нокаут              |
| PTS    | Решение судей (по очкам)        |
| UD     | Единогласное решение судей      |
| MD     | Решение большинства судей       |
| SD     | Раздельное решение судей        |
| RTD    | Отказ от продолжения боя        |
| DQ     | Дисквалификация                 |
| NC     | Поединок признан несостоявшимся |

| 15 поединков, 14 побед (12 нокаутом), 1 поражение, 1 несостоявшийся. | 15 поединков, 14 побед (12 нокаутом), 1 поражение, 1 несостоявшийся. | 15 поединков, 14 побед (12 нокаутом), 1 поражение, 1 несостоявшийся. | 15 поединков, 14 побед (12 нокаутом), 1 поражение, 1 несостоявшийся. | 15 поединков, 14 побед (12 нокаутом), 1 поражение, 1 несостоявшийся.   | 15 поединков, 14 побед (12 нокаутом), 1 поражение, 1 несостоявшийся. | 15 поединков, 14 побед (12 нокаутом), 1 поражение, 1 несостоявшийся.                                |
| Бой                                                                  | Рекорд                                                               | Дата боя                                                             | Соперник                                                             | Место проведения боя                                                   | Раундов, время                                                       | Дополнительно                                                                                       |
| -------------------------------------------------------------------- | -------------------------------------------------------------------- | -------------------------------------------------------------------- | -------------------------------------------------------------------- | ---------------------------------------------------------------------- | -------------------------------------------------------------------- | --------------------------------------------------------------------------------------------------- |
| 12                                                                   | 11-0 (1)                                                             | 30 сентября 2023                                                     | Авад Тамим (16-7)                                                    | Harzlandhalle, Ильзенбург, Саксония-Анхальт, Германия                  | TKO 2 (8)                                                            | |
| 11                                                                   | 10-0 (1)                                                             | 3 июня 2023                                                          | Али Кийдин (16-2)                                                    | Universum Gym, Гамбург, Германия                                       | TKO 1 (8), 2:40                                                      | |
| 10                                                                   | 9-0 (1)                                                              | 4 февраля 2023                                                       | Константин Довбыщенко (9-11-1)                                       | Friedrich-Ebert-Halle, Людвигсхафен-ам-Райн, Рейнланд-Пфальц, Германия | UD 8 (8)                                                             | Счёт судей: 80-73 (трижды).                                                                         |
| 9                                                                    | 8-0 (1)                                                              | 19 февраля 2022                                                      | Душан Велетич (5-0-1)                                                | Universum Gym, Гамбург, Германия                                       | RTD 7 (10), 3:00                                                     | Завоевал вакантный титул чемпиона по версии WBC International Silver в тяжёлом весе.                |
| 8                                                                    | 7-0 (1)                                                              | 20 ноября 2021                                                       | Леандро Даниэль Робутти (8-4)                                        | Universum Gym, Гамбург, Германия                                       | KO 2 (10), 2:10                                                      | Защитил титул чемпиона Латинской Америки по версии WBC Latino (1-я защита Лардуэта) в тяжёлом весе. |
| 7                                                                    | 6-0 (1)                                                              | 21 августа 2021                                                      | Сантандер Сильгадо (30-8)                                            | Universum Gym, Гамбург, Германия                                       | KO 4 (10), 0:59                                                      | Завоевал вакантный титул чемпиона Латинской Америки по версии WBC Latino в тяжёлом весе.            |
| 6                                                                    | 5-0 (1)                                                              | 19 декабря 2020                                                      | Маркос Антонио Аумада (21-9)                                         | Universum Gym, Гамбург, Германия                                       | KO 1 (10), 3:00                                                      | |
| 5                                                                    | 4-0 (1)                                                              | 14 ноября 2020                                                       | Ференц Урбан (7-1)                                                   | Universum Gym, Гамбург, Германия                                       | KO 1 (8), 1:16                                                       | |
| 4                                                                    | 3-0 (1)                                                              | 12 сентября 2020                                                     | Джош Сэндленд (5-2-1)                                                | Universum Gym, Гамбург, Германия                                       | TKO 1 (6)                                                            | |
| 3                                                                    | 2-0 (1)                                                              | 25 января 2020                                                       | Мариано Рубен Диас (13-15-1)                                         | Work Your Champ Arena, Гамбург, Германия                               | ND 2 (6), 2:45                                                       | Лардуэт не смог продолжить поединок из-за травмы ноги.                                              |
| 2                                                                    | 2-0                                                                  | 9 ноября 2019                                                        | Марсело Луис Насименто (18-19)                                       | Kuppel, Гамбург, Германия                                              | TKO 1 (6), 2:48                                                      | |
| 1                                                                    | 1-0                                                                  | 7 сентября 2019                                                      | Игорь Пилипенко (5-44-2)                                             | Work Your Champ Arena, Гамбург, Германия                               | UD 4 (4)                                                             | Счёт судей: 40-36 (трижды). Профессиональный дебют.                                                 |
| Бой                                                                  | Рекорд                                                               | Дата боя                                                             | Соперник                                                             | Место проведения боя                                                   | Раундов, время                                                       | Дополнительно                                                                                       |